# Dmïtrïý Mamonov
Dmïtrïý Nïkolayevïç Mamonov (in kazako Дмитрий Николаевич Мамонов?, in russo Дмитрий Николаевич Мамонов?, Dmitrij Nikolaevič Mamonov; Taldıqorğan, 26 aprile 1978) è un allenatore di calcio ed ex calciatore kazako, di ruolo centrocampista, attuale tecnico del Sibir'-2.